# 彼得·布日扎
彼得·布日扎（捷克語：Petr Bříza，1964年12月9日—），捷克男子冰球运动员。他曾代表捷克斯洛伐克、捷克参加1992年和1994年冬季奥林匹克运动会冰球比赛，其中1992年冬季奥运会获得一枚铜牌。他也曾入选1988年冬季奥运会捷克斯洛伐克男子冰球队名单，但并未上场参赛。